# Allium plurifoliatum
Allium plurifoliatum är en amaryllisväxtart som beskrevs av Alfred Barton Rendle. Allium plurifoliatum ingår i släktet lökar, och familjen amaryllisväxter.

## Underarter
Arten delas in i följande underarter:
- A. p. plurifoliatum
- A. p. zhegushanense